# N.O.V.A. Near Orbit Vanguard Alliance
N.O.V.A. Near Orbit Vanguard Alliance (chiamato anche N.O.V.A.) è un videogioco sparatutto in prima persona sviluppato da Gameloft Bucharest e pubblicato da Gameloft nel 2009 principalmente per dispositivi mobili.
Inizialmente è stato pubblicato il 17 dicembre 2009 per i dispositivi iOS, WebOS e anche per il servizio online Gameloft Live, successivamente venne distribuito per PlayStation 3, PSP (come gioco della serie PSP Minis) e Android.
Nel 2017 venne pubblicato N.O.V.A. Legacy, una rimasterizzazione del gioco per Android e iOS.

## Modalità di gioco
Il gioco è composto da 12 livelli, incluso uno dove si guida un veicolo con una mitragliatrice per uccidere gli alieni (chiamati Xenos) che si trovano strada facendo.
Nel gioco ci sono 8 armi da utilizzare.
È possibile giocare alla modalità multigiocatore tramite connessione locale, connessione Bluetooth o tramite il servizio online Gameloft Live.